# Eineborn
Eineborn é um município da Alemanha localizado no distrito de Saale-Holzland, estado de Turíngia.
Pertence ao Verwaltungsgemeinschaft de Hügelland/Täler.

## Demografia
Evolução da população (31 de dezembro):
| - 1994 - 415 - 1995 - 410 - 1996 - 407 - 1997 - 400 | - 1998 - 394 - 1999 - 399 - 2000 - 390 - 2001 - 383 | - 2002 - 379 - 2003 - 367 |

 Fonte: Thüringer Landesamt für Statistik